# Boks na Igrzyskach Panamerykańskich 2019
Boks na Igrzyskach Panamerykańskich 2019 – jedna z dyscyplin rozgrywanych na igrzyskach panamerykańskich w Limie. Zawody zostały rozegrane w dniach 27 lipca – 2 sierpnia 2019 roku.

## Medaliści
| Konkurencja                  | Złoto           | Srebro               | Brąz                |        |
| Mężczyźni                    |                 |                      |                     |        |
| Waga papierowa (49 kg)       | Oscar Collazo   | Yuberjen Martinez    | Kevin Arias         | [ 1 ]  |
| Waga papierowa (49 kg)       | Oscar Collazo   | Yuberjen Martinez    | Damián Arce         | [ 1 ]  |
| Waga musza (52 kg)           | Rodrigo Marte   | Yosbany Veitía       | Ramón Quiroga       | [ 2 ]  |
| Waga musza (52 kg)           | Rodrigo Marte   | Yosbany Veitía       | Yankiel Rivera      | [ 2 ]  |
| Waga kogucia (56 kg)         | Osvel Caballero | Duke Ragan           | Alexy de la Cruz    | [ 3 ]  |
| Waga kogucia (56 kg)         | Osvel Caballero | Duke Ragan           | Lucas Fernández     | [ 3 ]  |
| Waga lekka (60 kg)           | Lázaro Álvarez  | Leonel de los Santos | Leodan Pezo         | [ 4 ]  |
| Waga lekka (60 kg)           | Lázaro Álvarez  | Leonel de los Santos | Luis Cabrera        | [ 4 ]  |
| Waga lekkopółśrednia (64 kg) | Andy Cruz       | Keyshawn Davis       | Alston Ryan         | [ 5 ]  |
| Waga lekkopółśrednia (64 kg) | Andy Cruz       | Keyshawn Davis       | Michael Alexander   | [ 5 ]  |
| Waga półśrednia (69 kg)      | Roniel Iglesias | Rohan Polanco        | Delante Johnson     |        |
| Waga półśrednia (69 kg)      | Roniel Iglesias | Rohan Polanco        | Gabriel Maestre     |        |
| Waga średnia (75 kg)         | Arlen López     | Hebert Carvalho      | Lesther Espino      | [ 6 ]  |
| Waga średnia (75 kg)         | Arlen López     | Hebert Carvalho      | Troy Isley          | [ 6 ]  |
| Waga półciężka (81 kg)       | Julio La Cruz   | Keno Machado         | Nalek Korbaj        | [ 7 ]  |
| Waga półciężka (81 kg)       | Julio La Cruz   | Keno Machado         | Rogelio Romero      | [ 7 ]  |
| Waga ciężka (91 kg)          | Erislandy Savón | Julio Castillo       | Abner Teixeira      | [ 8 ]  |
| Waga ciężka (91 kg)          | Erislandy Savón | Julio Castillo       | José Lucar          | [ 8 ]  |
| Waga superciężka (+91 kg)    | Dainier Peró    | Cristian Salcedo     | Richard Torrez      | [ 9 ]  |
| Waga superciężka (+91 kg)    | Dainier Peró    | Cristian Salcedo     | Ricardo Brown       | [ 9 ]  |
| Kobiety                      |                 |                      |                     |        |
| Waga musza (51 kg)           | Ingrit Valencia | Virginia Fuchs       | Miguelina Hernández | [ 10 ] |
| Waga musza (51 kg)           | Ingrit Valencia | Virginia Fuchs       | Irismar Cardozo     | [ 10 ] |
| Waga kogucia (57 kg)         | Leonela Sánchez | Jucielen Cerqueira   | Yeni Arias          | [ 11 ] |
| Waga kogucia (57 kg)         | Leonela Sánchez | Jucielen Cerqueira   | Yarisel Ramirez     | [ 11 ] |
| Waga lekka (60 kg)           | Beatriz Soares  | Dayana Sánchez       | Rashida Ellis       | [ 12 ] |
| Waga lekka (60 kg)           | Beatriz Soares  | Dayana Sánchez       | Esmeralda Falcón    | [ 12 ] |
| Waga półśrednia (69 kg)      | Oshae Jones     | Myriam Da Silva      | María Moronta       | [ 13 ] |
| Waga półśrednia (69 kg)      | Oshae Jones     | Myriam Da Silva      | Brianda Cruz        | [ 13 ] |
| Waga średnia (75 kg)         | Jéssica Caicedo | Naomi Graham         | Tammara Thibeault   | [ 14 ] |
| Waga średnia (75 kg)         | Jéssica Caicedo | Naomi Graham         | Flávia Figueiredo   | [ 14 ] |

## Klasyfikacja medalowa
| Pozycja | Reprezentacja     | Złoto | Srebro | Brąz | Razem |
| ------- | ----------------- | ----- | ------ | ---- | ----- |
| 1.      | Kuba              | 8     | 1      | 1    | 10    |
| 2.      | Kolumbia          | 2     | 2      | 1    | 5     |
| 3.      | Stany Zjednoczone | 1     | 4      | 5    | 10    |
| 4.      | Brazylia          | 1     | 3      | 2    | 6     |
| 5.      | Dominikana        | 1     | 2      | 3    | 6     |
| 6.      | Argentyna         | 1     | 1      | 1    | 3     |
| 7.      | Portoryko         | 1     | 0      | 1    | 2     |
| 8.      | Kanada            | 0     | 1      | 1    | 2     |
| 9.      | Ekwador           | 0     | 1      | 0    | 1     |
| 10.     | Wenezuela         | 0     | 0      | 4    | 4     |
| 11.     | Meksyk            | 0     | 0      | 3    | 3     |
| 12.     | Nikaragua         | 0     | 0      | 2    | 2     |
| 12.     | Peru              | 0     | 0      | 2    | 2     |
| 14.     | Antigua i Barbuda | 0     | 0      | 1    | 1     |
| 14.     | Jamajka           | 0     | 0      | 1    | 1     |
| 14.     | Trynidad i Tobago | 0     | 0      | 1    | 1     |
| 14.     | Urugwaj           | 0     | 0      | 1    | 1     |
| Razem   | Razem             | 15    | 15     | 30   | 60    |